# Acronema bryophilum
Espèce
Acronema bryophilum est une espèce de plantes à fleurs de la famille des Apiaceae et du genre Acronema .